# Supercoppa degli Emirati Arabi Uniti 2014
La UAE Super Cup 2014 si è disputata il 27 marzo 2014 allo Stadio Mohammed Bin Zayed di Abu Dhabi. La sfida ha visto contrapposte l'Al-Ahli Club, vincitore della UAE Arabian Gulf League 2013-2014, e l'Al Ain FC, vincitrice della Coppa del Presidente degli Emirati Arabi Uniti 2013-2014.

## Tabellino
| Arbitro: | Yaqoub Al Hammadi |

|                    |           |  |
| Salmeen Khamis 86’ | Marcatori |  |